# 青云孙氏宗祠
29°42′13″N 121°21′22″E / 29.70363315°N 121.35597608°E
青云孙氏宗祠是中国浙江省宁波市一座祠堂，位于奉化区萧王庙街道青云村中，建于清代晚期，民国时由孙鹤皋筹资扩建并增建藏书楼和议事厅。祠堂本体称“诒燕堂”，正殿建于清代晚期，为三开间硬山顶抬梁式建筑。门厅和厢房均为民国时扩建，其中门厅三开间，厢房五开间。藏书楼位于祠堂东侧，为砖木结构二层建筑，面阔三间，设有架空层，使用木质地板。议事厅位于祠堂西侧，同为砖木结构，面阔三间一弄。
2017年，青云孙氏宗祠成为浙江省文物保护单位。